# Kalasthavadi, Mysore
Kalasthavadi là một làng thuộc tehsil Mysore, huyện Mysore, bang Karnataka, Ấn Độ.